# Río Colorado
El río Colorado es un río del suroeste de los Estados Unidos y noroeste de México que fluye en dirección suroeste y sur por los estados de Colorado, Utah, Arizona, Nevada y California,en Estados Unidos, y por Baja California y Sonora, en México, desembocando en el golfo de California o mar de Cortés (océano Pacífico). Con 2333 km de longitud, es el quinto río más largo de América del Norte —por detrás del Misuri, Misisipi, Yukón y Bravo—.
Nace en La Poudre Pass, un pequeño pueblo situado a 3100 m de altitud en las Montañas Rocosas, al norte del estado de Colorado. Fluye un corto tramo hacia el sur hasta Grand Lake; de ahí fluye en dirección suroeste unos 300 km hasta llegar a Grand Junction, donde gira al noroeste y pocos kilómetros después gira nuevamente hacia el suroeste, entra en Utah, pasa por Moab, recibe por la derecha al río Green y desagua en el lago Powell. Al salir de este lago, ya en Arizona, pasa por Page en dirección sur, y gira hacia el noroeste-oeste formando la gran maravilla del Gran Cañón. Después desagua en el lago Mead, pocos kilómetros al este de Las Vegas, formando frontera entre Nevada y Arizona, y al salir de este lago, en dirección sur, sigue formando frontera entre estos dos estados, llega al lago Mohave, pasa por Bullhead City, empieza a formar frontera entre California y Arizona, llega al Lago Havasu y Lake Havasu City, sigue hacia el sur unos 250 km y llega a México, donde forma frontera entre Baja California y Sonora, y desemboca en el golfo de California o mar de Cortés (océano Pacífico).
Hasta 1921 el nombre de río Colorado se le aplicaba al curso de agua a partir de la unión de los ríos Grand River y el río Verde en el estado de Utah. Ese mismo año, a petición del estado de Colorado, pasó a llamarse río Colorado a todo el curso de agua que inicia en las Montañas Rocosas.
Actualmente el delta del río Colorado está dentro del área ecológica protegida por el Gobierno mexicano del Alto golfo de California y delta del río Coloradó.

## El cañón del Colorado

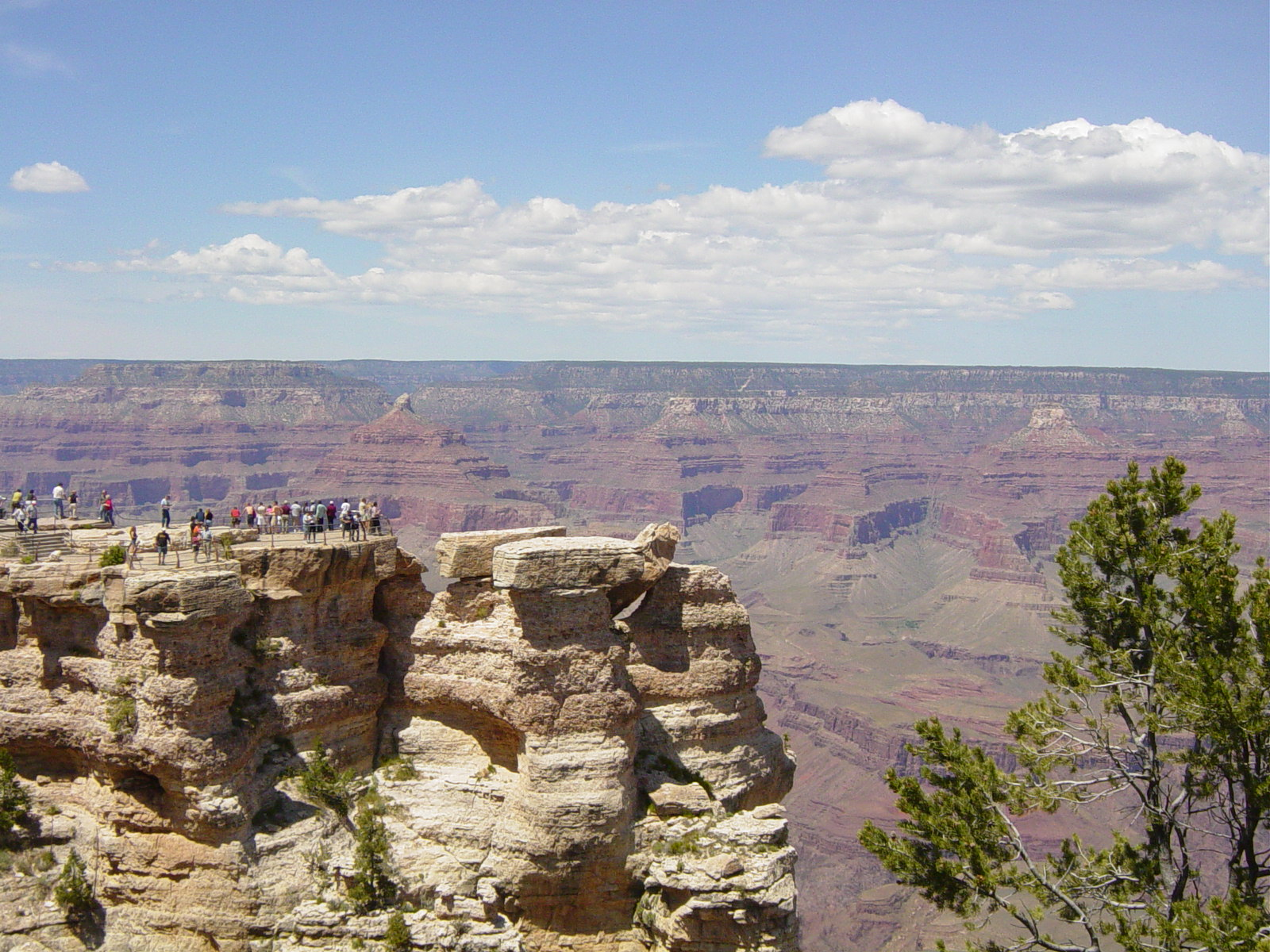
Vista del Gran Cañón del Colorado.

En su curso ha formado una de las grandes maravillas de la naturaleza al esculpir a su paso una serie de cañones en el estado de Arizona, conocidos como Gran Cañón del Colorado. El Colorado entra en el estado de Arizona procedente de Utah. Discurre durante aproximadamente 350 km por la zona del Cañón y forma la frontera natural entre Nevada y Arizona, Arizona y California, y los estados mexicanos de Sonora y Baja California. Sus afluentes más importantes en Arizona son los ríos Gila, el Little Colorado y el Bill Williams. Arizona cuenta apenas con lagos naturales, pero algunas presas han creado lagos artificiales entre los que destacan los lagos Powell, Mead, Mojave, Havasu, San Carlos, Theodore Roosevelt y Apache.
El río Colorado es el principal proveedor de agua de las zonas áridas de la cuenca que recorre; en algunos casos representa la única fuente de agua disponible. Varias presas fueron construidas en el pasado siglo con el fin de aprovechar los recursos que el agua representa, como sostén de la vida humana, animal y agrícola, y como fuente de energía hidroeléctrica.
En Estados Unidos se construyeron las presas Glen Canyon, Hoover, Parker y Davis. Del lado mexicano se construyó la presa Morelos, cerca de la frontera con California y Arizona. Por un tratado internacional entre ambos países, México tiene derecho a recibir cierta cantidad del agua del río. Hace muchos años que el río Colorado no descarga sus caudales en el golfo de California, hecho que ha afectado el ecosistema del delta (desembocadura) del Colorado. Es impresionante pensar que el paso del río ha esculpido el Cañón del Colorado a lo largo de la historia y que en la actualidad la sobreexplotación de sus recursos hídricos impide que en ciertas épocas del año llegue agua a su desembocadura en el Alto golfo de California y delta del río Colorado.

## Historia

### El descubrimiento
El primer europeo que exploró todo el golfo de California y descubrió la desembocadura del río Colorado fue el navegante Francisco de Ulloa, que recorrió ambos litorales del golfo en 1539. 
Hernán Cortés, que ya había patrocinado tres viajes de exploración de la mar del Sur (océano Pacífico), los cuales habían terminado en fracaso, decidió enviar un cuarto viaje de exploración a la mar del Sur al mando de Francisco de Ulloa en 1539. Partió la expedición del puerto de Acapulco el día 8 de julio del año citado, a bordo de los buques Santo Tomás, Santa Águeda y Trinidad. A la altura de las islas Marías se vieron obligados a abandonar el navío Santo Tomás, por lo cual continuaron el viaje de exploración en los dos buques restantes.
Ingresaron al golfo de California, en el viaje de ida o aguas arriba, llegaron al extremo norte del golfo el 28 de septiembre, sitio que se conoce en la actualidad como desembocadura del río Colorado. Ellos llamaron a la boca del río Ancón de San Andrés. Una breve acta fue levantada, cuyo texto se transcribe: 

Yo Pedro de Palenzia, escribano público desta armada, doy fe e verdadero testimonio a todos los señores que la presente vieren, a quienes Dios nuestro señor guarde de mal, como en veinte e ocho días del mes de septiembre de quinientos e treinta e nueve años, el muy magnfifíco señor Francisco de Ulloa, teniente de gobernador y capitán desta armada por el iustrísimo señor Marqués del Valle de Guajaca, tomó posesión en el ancón de San Andrés y mar bermeja, que es en la costa desta Nueva España hazia el Norte, que está en altura de treinta y tres grados y medio, por el dicho Sr. Marqués del Valle en nombre del Emperador nuestro rey de Castilla, actual y realmente, poniendo mano a la espada, diziendo que si abía alguna persona que se lo contradijese, que él estaba presto para se lo defender, cortando con ella árboles, arrancando yerbas, meneando piedras de una parte a otra, y sacando agua de la mar; todo en señal de posesión.

Testigos que fueron presentes a lo que dicho es los reverendos padres del señor San Francisco, el padre Fray Raymundo, el padre fray Antonio de Mena, Francisco de Terrazas, veedor Diego de Haro, Gabriel Márquez. Fecho día mes y año susodicho. E yo Pedro de Palenzia, escribano público desta armada, le escribí según ante mi pasó; por ende fize aquí este signo mío, que es tal, en testimonio de verdad.- Pedro de Palencia, escribano público. Frater Ramundus Alilius, Frater Antonius de Mena, -Gabriel Márquez. -Diego de Haro. -Francisco de Terrazas.

Después de haber desembarcado y tomado posesión de las tierras del extremo norte del mar Bermeja (golfo de California), nombre que le dieron por la coloración rojiza de las aguas que se teñían con las aguas procedentes del río Colorado, iniciaron el viaje de regreso y pasaron por el poblado de la Santa Cruz, conocido actualmente como La Paz (Baja California Sur), doblaron el cabo San Lucas e ingresaron en el océano Pacífico. Por la actual bahía Magdalena pasó el día 5 de diciembre sin haber ingresado por estar herido Francisco de Ulloa a causa de una escaramuza que sostuvo con los nativos. 
Con fecha de 5 de abril de 1540 dirigió a Cortés desde la isla de Cedros una relación de los sucesos de la exploración en uno de los dos barcos. En el otro continuó con la exploración. Nunca más se supo de Francisco de Ulloa y de sus compañeros de navegación.

### El reino de Cíbola o las siete ciudades de oro
Fray Marcos de Niza viajó al norte de México en 1539, enviado por el virrey Antonio de Mendoza y Pacheco en viaje de exploración y regresó con la noticia de que más al norte existían siete ciudades de oro que pertenecían al reino de Cíbola. Al saberlo Antonio de Mendoza, en 1540 envió por tierra una expedición más ambiciosa al mando de Francisco Vázquez de Coronado para explorar esos territorios, la formaban 30 españoles, cientos de indios nativos además de ganado vacuno.
En apoyo de dicha expedición terrestre envió por mar dos barcos al mando de Fernando de Alarcón quien llevaba de piloto a Domingo del Castillo, la expedición zarpó del puerto de Acapulco el 9 de mayo de 1540, navegó por el golfo de California y el día 26 de agosto ingresó en el río Colorado por la boca del mismo y le nombró río de Nuestra Señora del Buen Guía. Al no tener noticias de la expedición terrestre fondeó sus navíos y en botes navegó río arriba hasta encontrar la confluencia del río Gila con el río Colorado. Al internarse tierra adentro dejó unas cartas enterradas en un sitio que marcó con cruces, las cuales fueron posteriormente encontradas por el sargento Melchor Díaz a quien Vázquez de Coronado había dejado en Ures, en compañía de 80 soldados. A finales de 1540 Melchor Díaz partió con 25 soldados en busca de Alarcón, no lo encontró, pero si encontró las cartas que le había dejado.
Fernando de Alarcón navegó por el entonces caudaloso río Colorado más de 80 leguas río arriba, por lo que algunos historiadores le consideran el primer europeo en poner pie en el estado de California, ya que al remontar a esa latitud debió pisar suelo californiano.
Es necesario decir que Francisco de Ulloa ya había descubierto la desembocadura del río Colorado en septiembre de 1539, y llamó Ancón de San Andrés al delta de río, sin navegar aguas arriba como lo hizo Alarcón en su viaje exploratorio.

### La expedición por tierra

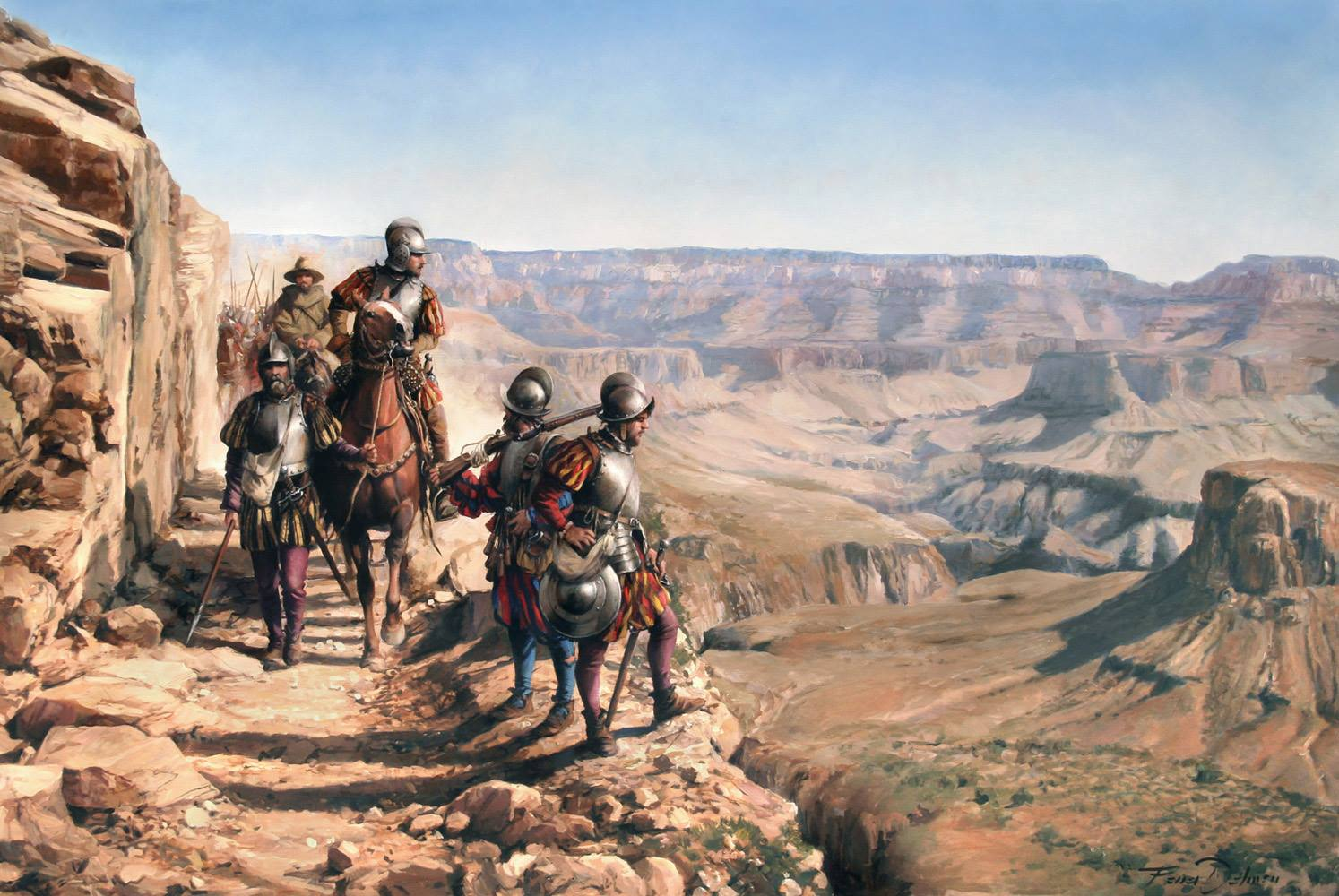
La conquista del Colorado, óleo de Augusto Ferrer-Dalmau que retrata la expedición de Francisco Vázquez de Coronado.

Francisco Vázquez de Coronado al abrigo de una población indígena que llamó Quivira, al igual que la mítica ciudad buscada por los aventureros españoles desde hacía muchos años, comisionó a García López de Cárdenas junto con un puñado de hombres para encontrar un río del cual los indios hopi les habían hablado, para lo cual se les concedieron 80 días para que fueran y regresaran. En su viaje fue acompañado por Pedro de Sotomayor como cronista del viaje y a quien le debemos la bitácora del viaje.
Después de 20 días de viaje exploratorio encontraron el Gran Cañón del Colorado, sin embargo no pudieron bajar hasta el río para abastecerse de agua para beber y después de varios intentos para descender empezaron a tener problemas de agua, por lo cual decidieron regresar.
Días después sería Fernando de Alarcón (quien participaba en el viaje de exploración pero por vía marítima) el primer europeo en tocar y navegar las aguas del río Colorado, pero a cientos de kilómetros del Gran Cañón. Es necesario resaltar que quien descubrió el río Colorado fue Francisco de Ulloa el 28 de septiembre de 1539 quien tomó posesión de la desembocadura del río (la nombró Ancón de San Andrés), en beneficio de la Corona española, sin navegar aguas arriba como lo hizo Fernando de Alarcón.

## Geografía

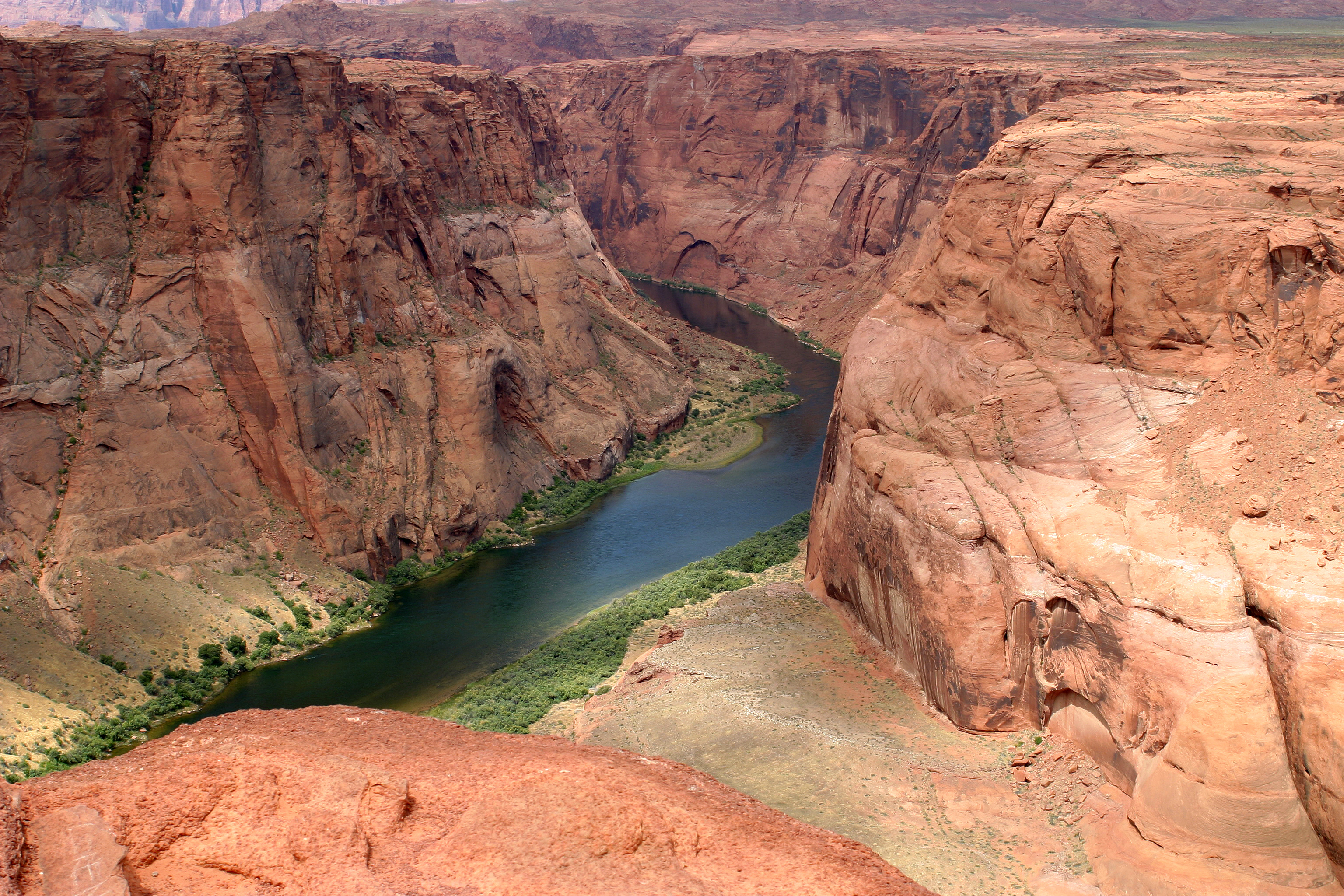
El río Colorado.

### Afluentes del Colorado
Los principales afluentes del río Colorado son, aguas abajo, los siguientes 
| Tramo               | Ramal | Ramal | Nombre afluente     | Nombre afluente        | Nombre afluente        | Nombre afluente        | Nombre afluente        | Desembocadura   | Longitud (km) | Cuenca (km²) | Caudal (m³/s) | Estado por el que fluye       |
| ------------------- | ----- | ----- | ------------------- | ---------------------- | ---------------------- | ---------------------- | ---------------------- | --------------- | ------------- | ------------ | ------------- | ----------------------------- |
| Colorado            | I     | -     | Río Fraser          | Río Fraser             | Río Fraser             | Río Fraser             | Río Fraser             | Colorado        | 52,3          |              |               | Colorado                      |
| Colorado            | -     | D     | Arroyo Muddy        | Arroyo Muddy           | Arroyo Muddy           | Arroyo Muddy           | Arroyo Muddy           | Colorado        | 97,4          |              |               | Colorado                      |
| Colorado            | I     | -     | Río Azul            | Río Azul               | Río Azul               | Río Azul               | Río Azul               | Colorado        | 105           |              |               | Colorado                      |
| Colorado            | I     | -     | Río Eagle           | Río Eagle              | Río Eagle              | Río Eagle              | Río Eagle              | Colorado        | 113           |              |               | Colorado                      |
| Colorado            | I     | -     | Río Roaring Fork    | Río Roaring Fork       | Río Roaring Fork       | Río Roaring Fork       | Río Roaring Fork       | Colorado        | 113           |              |               | Colorado                      |
| Colorado            | I     | -     | Arroyo Plateau      | Arroyo Plateau         | Arroyo Plateau         | Arroyo Plateau         | Arroyo Plateau         | Colorado        | 80            |              |               | Colorado                      |
| Colorado            | I     | -     | Río Gunnison-Taylor | Río Gunnison-Taylor    | Río Gunnison-Taylor    | Río Gunnison-Taylor    | Río Gunnison-Taylor    | Colorado        | 341,6         | 20 533       | 72,8          | Colorado                      |
| Colorado            | -     | -     | -                   | Río Uncompahgre        | Río Uncompahgre        | Río Uncompahgre        | Río Uncompahgre        | Gunison         | 121           |              |               | Colorado                      |
| Utah                | I     | -     | Río Dolores         | Río Dolores            | Río Dolores            | Río Dolores            | Río Dolores            | Colorado        | 402           |              |               | Colorado y Utah               |
| Utah                | -     | -     | -                   | Río San Miguel         | Río San Miguel         | Río San Miguel         | Río San Miguel         | Dolores         | 145           |              |               | Colorado                      |
| Utah                | I     | -     | Río Verde           | Río Verde              | Río Verde              | Río Verde              | Río Verde              | Colorado        | 1175          | 124 578      | 175           | Colorado, Utah y Wyoming      |
| Utah                | -     | -     | -                   | Río San Miguel         | Río San Miguel         | Río San Miguel         | Río San Miguel         | Green           | 140           |              |               | Utah                          |
| Utah                | -     | -     | -                   | Río Price              | Río Price              | Río Price              | Río Price              | Green           | 220           |              |               | Utah                          |
| Utah                | -     | -     | -                   | Río White              | Río White              | Río White              | Río White              | Green           | 314           | 13 261       | 20            | Colorado y Utah               |
| Utah                | -     | -     | -                   | Río Duchesne           | Río Duchesne           | Río Duchesne           | Río Duchesne           | Green           | 129           |              |               | Utah                          |
| Utah                | -     | -     | -                   | Río Yampa              | Río Yampa              | Río Yampa              | Río Yampa              | Green           | 402           |              |               | Colorado                      |
| Utah                | -     | -     | -                   | -                      | Río Little Snake       | Río Little Snake       | Río Little Snake       | Yampa           | 241           |              |               | Colorado y Wyoming            |
| Utah                | -     | -     | -                   | Río Blacks Fork        | Río Blacks Fork        | Río Blacks Fork        | Río Blacks Fork        | Green           | 282           |              |               |                               |
| Utah                | -     | -     | -                   | Río Big Sandy          | Río Big Sandy          | Río Big Sandy          | Río Big Sandy          | Green           | 227           |              |               | Wyoming                       |
| Utah                | -     | D     | Río Dirty Devil     | Río Dirty Devil        | Río Dirty Devil        | Río Dirty Devil        | Río Dirty Devil        | Colorado        | 129           | 1,945        |               | Utah                          |
| Utah                | -     | -     | -                   | Río Frémont            | Río Frémont            | Río Frémont            | Río Frémont            | Dirty Devil     | 153           |              |               | Utah                          |
| Utah                | -     | -     | -                   | Arroyo Muddy           | Arroyo Muddy           | Arroyo Muddy           | Arroyo Muddy           | Dirty Devil     | 160           |              |               | Utah                          |
| Utah                | -     | D     | Río Escalante       | Río Escalante          | Río Escalante          | Río Escalante          | Río Escalante          | Colorado        | 145           |              |               | Utah                          |
| Utah                | I     | -     | Río San Juan        | Río San Juan           | Río San Juan           | Río San Juan           | Río San Juan           | Colorado        | 644           |              |               | Colorado, Nuevo México y Utah |
| Utah                | -     | -     | -                   | Río Navajo             | Río Navajo             | Río Navajo             | Río Navajo             | San Juan        | 87            |              |               | Colorado y Nuevo México       |
| Utah                | -     | -     | -                   | Río Conejos            | Río Conejos            | Río Conejos            | Río Conejos            | San Juan        | 148,9         | 2297         | 5             | Colorado                      |
| Utah                | -     | -     | -                   | Río de las Ánimas      | Río de las Ánimas      | Río de las Ánimas      | Río de las Ánimas      | San Juan        | 203           |              |               | Colorado y Nuevo México       |
| Arizona             | I     | -     | Río Paria           | Río Paria              | Río Paria              | Río Paria              | Río Paria              | Colorado        | 121           |              |               | Colorado                      |
| Arizona             | I     | -     | Río Little Colorado | Río Little Colorado    | Río Little Colorado    | Río Little Colorado    | Río Little Colorado    | Colorado        | 507           |              |               | Colorado                      |
| Arizona             | -     | -     | -                   | Río Puerco             | Río Puerco             | Río Puerco             | Río Puerco             | Little Colorado | 269           | 6870         | 2             | Arizona                       |
| Arizona             | -     | -     | -                   | Río Zuñi               | Río Zuñi               | Río Zuñi               | Río Zuñi               | Little Colorado | 145           |              |               | Arizona y Nuevo México        |
| Arizona             | -     | D     | Arroyo Kanab        | Arroyo Kanab           | Arroyo Kanab           | Arroyo Kanab           | Arroyo Kanab           | Colorado        | 201           |              |               | Arizona y Utah                |
| Nevada - Arizona-   | -     | D     | Río Virgen          | Río Virgen             | Río Virgen             | Río Virgen             | Río Virgen             | Colorado        | 322           | 31 727       | 3             | Arizona, Nevada y Utah        |
| Nevada - Arizona-   | -     | -     | -                   | Río Muddy              | Río Muddy              | Río Muddy              | Río Muddy              | Virgin          |               |              |               |                               |
| Nevada - Arizona-   | -     | -     | -                   | Río Meadow Valley Wash | Río Meadow Valley Wash | Río Meadow Valley Wash | Río Meadow Valley Wash | Virgin          |               |              |               |                               |
| California- Arizona | I     | -     | Río Gila            | Río Gila               | Río Gila               | Río Gila               | Río Gila               | Colorado        | 1014          |              |               | Arizona y Nuevo México        |
| California- Arizona | -     | -     | -                   | Río Agua Fría          | Río Agua Fría          | Río Agua Fría          | Río Agua Fría          | Gila            | 193           |              |               | Arizona                       |
| California- Arizona | -     | -     | -                   | Río Salado-Black       | Río Salado-Black       | Río Salado-Black       | Río Salado-Black       | Gila            | 503           |              |               | Arizona y Sonora (Mex)        |
| California- Arizona | -     | -     | -                   | -                      | Río Negro              | Río Negro              | Río Negro              | Salado          | 183           |              |               | Arizona                       |
| California- Arizona | -     | -     | -                   | -                      | Río Verde              | Río Verde              | Río Verde              | Salt            | 314           | 17 213       | 19            | Arizona                       |
| California- Arizona | -     | -     | -                   | Río Santa Cruz         | Río Santa Cruz         | Río Santa Cruz         | Río Santa Cruz         | Gila            | 296           |              |               | Arizona                       |
| California- Arizona | -     | -     | -                   | Río San Francisco      | Río San Francisco      | Río San Francisco      | Río San Francisco      | Gila            | 256           |              |               | Arizona y Nuevo México        |
| California- Arizona | -     | -     | -                   | Río San Pedro          | Río San Pedro          | Río San Pedro          | Río San Pedro          | Gila            | 230           |              |               | Arizona                       |
| California- Arizona | -     | -     | -                   | Río Blue               | Río Blue               | Río Blue               | Río Blue               | Gila            | 81,8          |              |               |                               |